# Ugo Ricci
Ugo Ricci (Genova, 21 luglio 1913 – Lenno, 3 ottobre 1944) è stato un partigiano italiano, già ufficiale capitano della XIV compagnia del 3º reparto autocentro. Fu comandante del distaccamento "Sozzi" della 52ª Brigata Garibaldi "Luigi Clerici" in Val d'Intelvi.

## Biografia
Il Capitano Ricci è una figura leggendaria nella storia del movimento della resistenza comasca.
Nato da una ricca famiglia borghese, entra nel Regio Esercito e diviene Capitano degli Autieri. Partecipa quindi alla seconda guerra mondiale, dapprima sul fronte occidentale e poi in Africa settentrionale.
L'8 settembre viene sorpreso a Cantù e, mentre molti commilitoni fuggono nella vicina Svizzera, il capitano con pochi amici si reca in Val d'Intelvi e organizza una delle prime esperienze partigiane del comasco. Di profonda fede religiosa cattolica, Ricci era di orientamento politico moderato e monarchico.
Con l'aiuto di don Carlo Sacchi riesce a radunare intorno a sé 19 partigiani che solennemente giurano e sottoscrivono nella chiesa di san Pancrazio a Ramponio il 14 dicembre 1943:
(Il giuramento di san Pancrazio)
Ricci aveva vissuto questi momenti con sentimenti di autentico patriottismo: il suo obiettivo era quello di formare un gruppo attingendo dall'esperienza militare rispetto alle manovre politiche. Un prudente isolamento in attesa dell'azione. In pochi mesi diviene il promotore del movimento partigiano nell'area tra il lago di Como ed il lago di Lugano, costituendo e coordinando alcune unità combattenti tra la Val Menaggio e la Val d'Intelvi.
Tra le azioni più significative compiute dal gruppo partigiano di Ricci, si segnala l'attacco al collegio "sant'Ambrogio" di Tavordo di Porlezza, sede di un presidio del battaglione Vega della Xª Flottiglia MAS, effettuato il 28 settembre 1944. La trattativa per la restituzione delle armi sottratte sarà promossa da Osvaldo Valenti, ufficiale della Decima, che si trovava in zona.
Il celebre attore cinematografico era alloggiato a Lanzo d'Intelvi, incaricato per un'operazione di vitale importanza: organizzare un traffico di contrabbando con la vicina Svizzera e con il ricavato finanziare la Xª Mas.
Ricci morì insieme al suo commissario politico Alfonso Lissi e ad altri due compagni a Lenno nel tentativo di rapire il Ministro dell'Interno RSI Guido Buffarini Guidi.
Secondo altre fonti, Ricci, nettamente anticomunista e che rifiutò di entrare nella Brigata Garibaldi, sarebbe stato dapprima minacciato per aver criticato il CLN di Campione d'Italia e infine tradito in occasione dello scontro che gli fu fatale 
Il corpo venne sepolto in una fossa comune del cimitero di Lenno. Due mesi dopo, a dicembre, venne esumato e traslato nel cimitero di Cantù, e dopo la Liberazione venne portato al cimitero di Agliano Terme, accanto alla madre.